# Rocca Pia (Tivoli)
Pour les articles homonymes, voir Rocca Pia.
La Rocca Pia est une forteresse construite essentiellement de 1458 à 1461 sur ordre du pape Pie II, de qui elle tient son nom, dans la ville de Tivoli dans la province de Rome en Italie.

## Historique

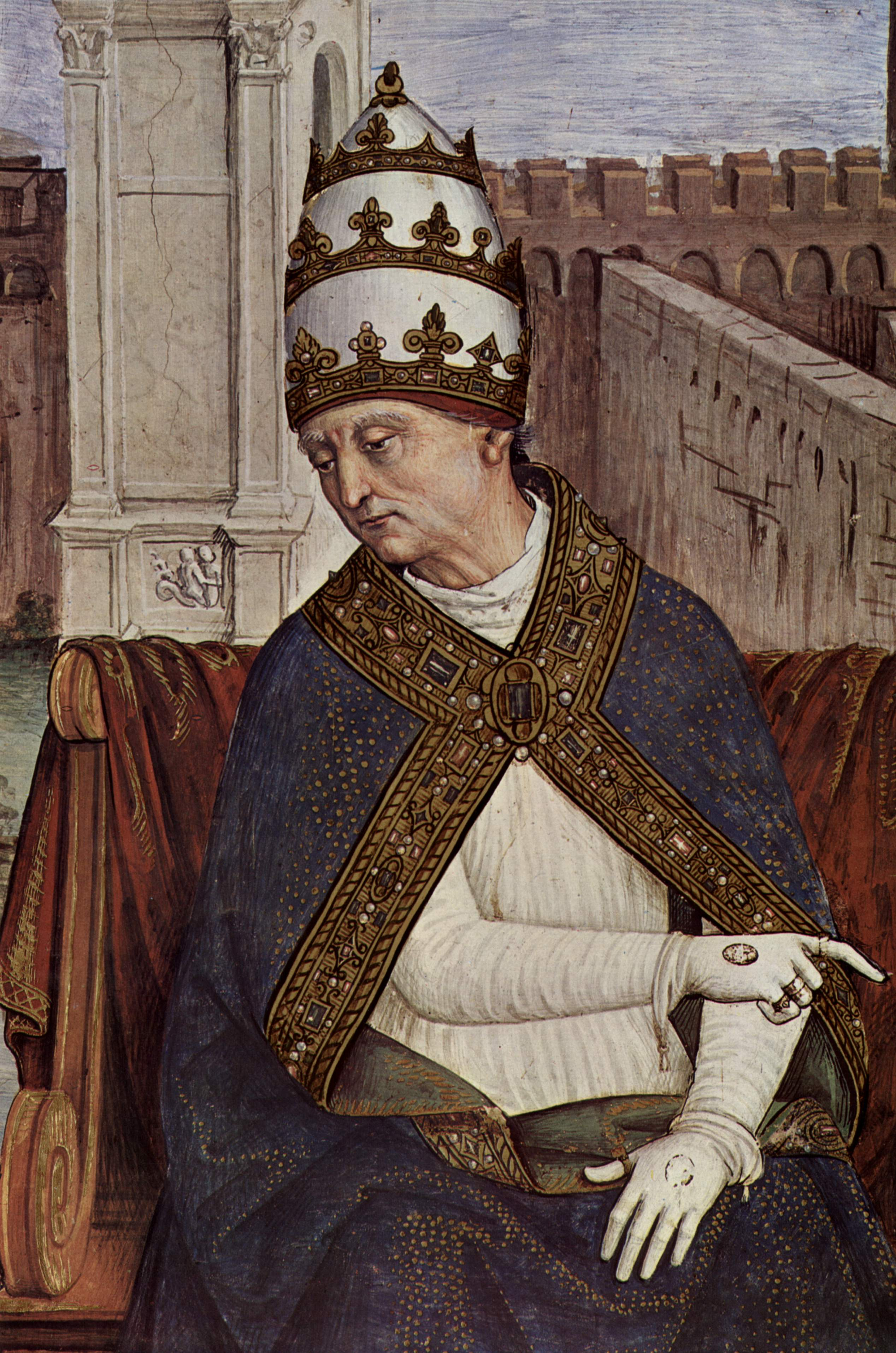
Le pape Pie II par le Pinturicchio (1502-1507).

Afin d'assurer l'allégeance de Tivoli aux États pontificaux — la cité tiburtine s'étant plusieurs fois au cours des siècles levée contre le pouvoir de Rome — Pie II ordonne la construction d'une forteresse en 1458 pour héberger sur place des troupes fidèles au Saint-Siège. Cette citadelle est édifiée au sommet d'une colline, au centre de la ville, sur l'emplacement de l'amphithéâtre romain dit de Bléso, qui fut rasé et dont les pierres servirent pour la construction du nouvel édifice. La première phase de construction se termine en 1461. La Rocca Pia est une massive forteresse carrée, encadrée par quatre tours circulaires dont les deux plus petites sont édifiées par le pape Sixte IV ou Alexandre VI. Le pape Jules II décide vers 1510 d'adjoindre à la Rocca Pia une fabrique d'armes qui assure ainsi une plus grande autonomie défensive de la place. En 1522, le pape Adrien VI décrète la perte d'indépendance de la ville en supprimant la gouvernance municipale et grâce à la présence de ses troupes dans la Rocca Pia assure pour quatre siècles le pouvoir papal sur Tivoli.
C'est dans la Rocca Pia où il réside durant l'été 1539 que le pape Paul III reçoit d'Ignace de Loyola, par l'intermédiaire du cardinal Contarini, le premier texte intitulé Prima Societatis Jesu instituti summa fondant la Compagnie de Jésus qu'il approuve immédiatement le 3 septembre 1539 déclarant après sa lecture « le doigt de Dieu est ici ».
La Rocca Pia est occupée par les troupes de Napoléon Bonaparte à la fin du XVIIIe siècle lors de sa campagne d'Italie. En 1870, la forteresse est entièrement transformée en prison et le restera jusqu'à la fin des années 1960. Actuellement, le bâtiment n'a plus de fonction précise, mais différents projets de réhabilitation du site sont à l'étude depuis la restauration totale du site au début des années 2000 et la gestion intégralement confiée à la municipalité de Tivoli.

## Architecture

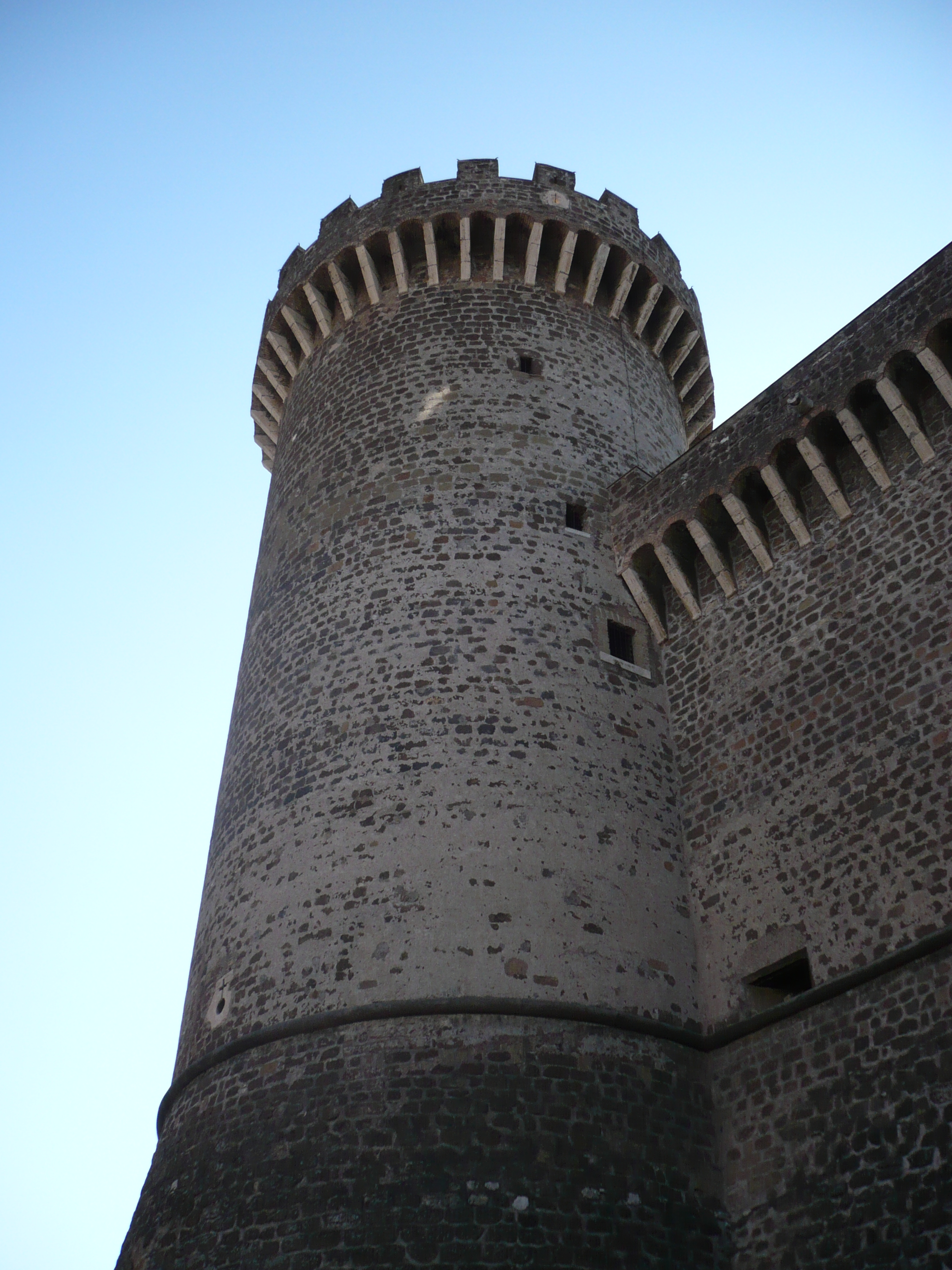
Une tour de la Rocca Pia.

La Rocca Pia est une massive forteresse carrée, réalisée par les architectes florentins Niccolò et Varrone en tuf volcanique afin de mieux résister aux boulets des canons — la structure alvéolaire du tuf absorbant l'énergie à l'impact — qui se généralisent à la fin du XVe siècle et rendent ce type de défense inadéquate. Elle est encadrée de quatre tours imposantes, de tailles toutes différentes, qui délimitent une cour centrale. La plus haute tour mesure 36,50 mètres et 13,2 mètres de diamètre et est divisée en six étages. Les murs ont 4 mètres d'épaisseur. La seconde est de 26,50 mètres de hauteur et 10 mètres de diamètre sur cinq étages avec des murs de 3 mètres d'épaisseur. Les tours secondaires ajoutées sur ordre d'Alexandre VI une cinquantaine d'années plus tard ne font que 18 mètres de hauteur sur trois étages et des murs de 2 mètres d'épaisseur. Elles sont toutes crénelées dans le style des châteaux forts médiévaux.
Le portail principal d'entrée, situé au nord et accessible par un pont-levis, est surmonté des armes de la famille Piccolomini dont était issu Pie II avec une inscription latine : Grata Bonis Invisa Malis Inimica Superbis Sum Tibi Tibure Enim Sim Pius Instituit, pouvant être traduite par « Me voilà, je suis là pour toi, ô Tivoli, bien vue des bons, mal vue des mauvais, ennemis des Superbes: ainsi le voulut Pie II ».